# Fons Panis

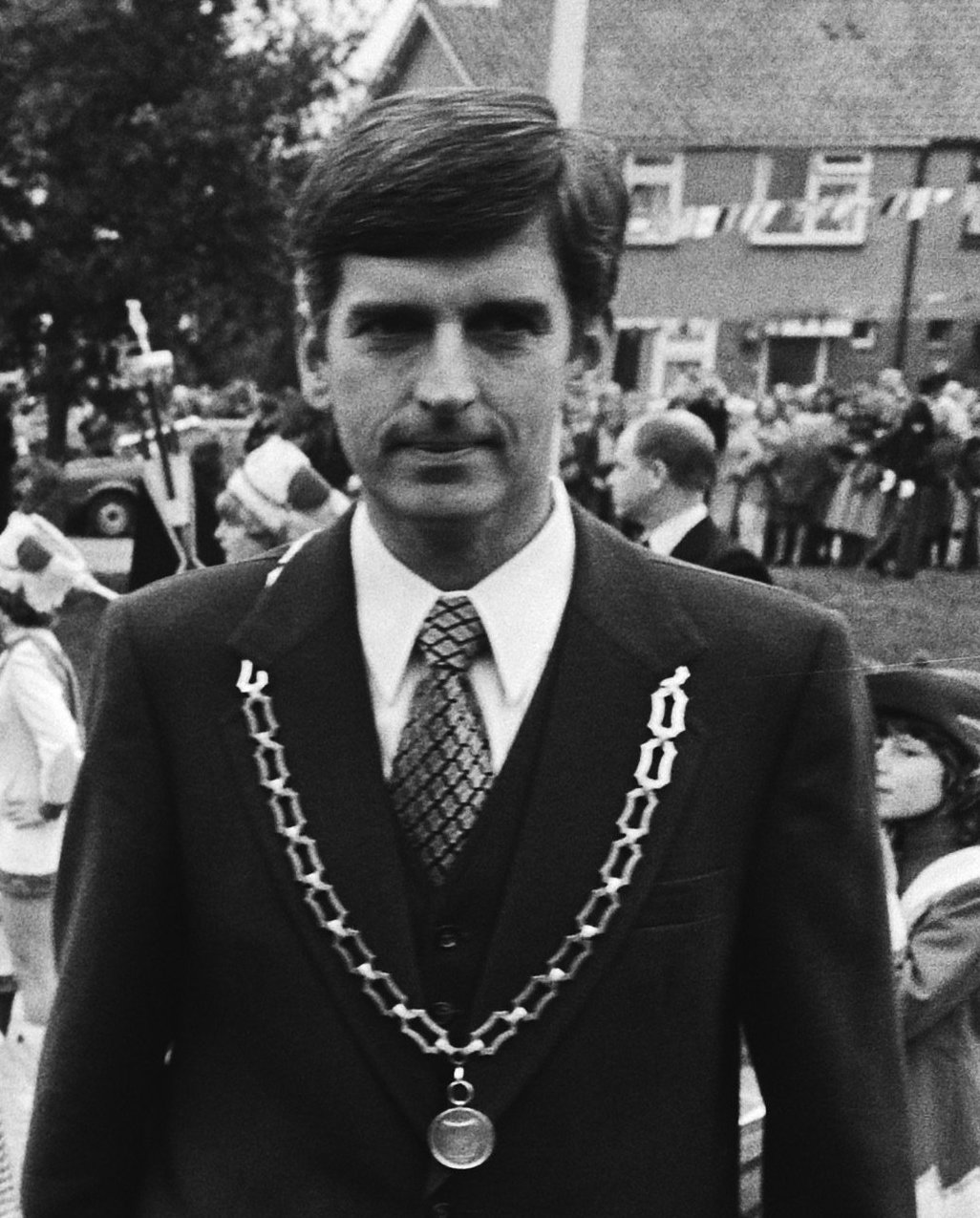
Burgemeester Fons Panis (1978)

Alphons Leo Walter Joseph (Fons) Panis (Berkel-Enschot, 16 augustus 1932 – Amersfoort, 15 januari 2023) was een Nederlands politicus van de Anti-Revolutionaire Partij (ARP) en later het Christen-Democratisch Appèl (CDA).

## Loopbaan
Zijn vader, Alphons Panis, was van 1929 tot 1937 burgemeester van Berkel-Enschot, vervolgens van Haaren en daarna tot 1965 weer van Berkel-Enschot. Fons Panis ging hij na zijn opleiding aan het gymnasium in Tilburg en het vervullen van zijn dienstplicht, Nederlands recht studeren aan de Rijksuniversiteit Utrecht. Hij studeerde in 1960 af en ging vervolgens werken op de afdeling Algemene zaken van de provincie Utrecht. Later werd Panis secretaris van de kring Midden-Utrecht en daarna was hij waarnemend secretaris van het samenwerkingsorgaan agglomeratie Eindhoven. 
In mei 1973 trad hij in de voetsporen van zijn vader door burgemeester te worden. Hij werd aangesteld in Maartensdijk en midden 1987 volgde zijn benoeming tot burgemeester van Leusden, waar kort daarvoor niet alleen de burgemeester maar ook alle drie de wethouders waren opgestapt. Panis ging in september 1997 met pensioen.
Panis overleed in 2023 op 90-jarige leeftijd.